# Clair Alan Brown
Clair Alan Brown ( 16 de agosto de 1903, Port Allegany - 1982) fue un botánico estadounidense.
Era hijo de Charles Melvin y de Jennie H. Burrows. Obtiene su Bachelor of Sciences con mención, en el "Colegio Estatal Forestal de NY en 1925, y luego su Master of Arts en la Universidad de Míchigan en 1926 y su doctorado en 1934. Se casa con Maude Nichols el 4 de septiembre de 1926 (fallece en 1962).
Ingresa en la Universidad del Estado de Baton Rouge en 1926 y es docente de Botánica a partir de 1944. Ejerce funciones de consejero de industrias del petróleo, del papel y derivadas de la fibra de la madera.

## Algunas publicaciones
- Con Donovan Stewart Correll (1908-1983) Ferns and Fern Allies Trees & Shrubs. 1942
- Louisiana Trees & Shrubs. 1945
- Vegetation of the Outer Banks of North Carolina. 1959
- Palynological Techniques. 1960
- Wildflowers of Louisiana & Adjoining States. Ed. Louisiana State Univ.Press. 259 pp. ISBN 0-8071-0780-8 1980

## Honores
Miembro de numerosas sociedades científicas, fue nombrado presidente de honor de la 78.ª sesión extraordinaria de la Société Botanique de France.
- 1952: Beca Guggenheim

## Fuente
- Allen G. Debus (dir.) (1968). World Who’s Who in Science. A Biographical Dictionary of Notable Scientists from Antiquity to the Present. Marquis-Who’s Who (Chicago) : xvi + 1855 pp.